# Lis rudy

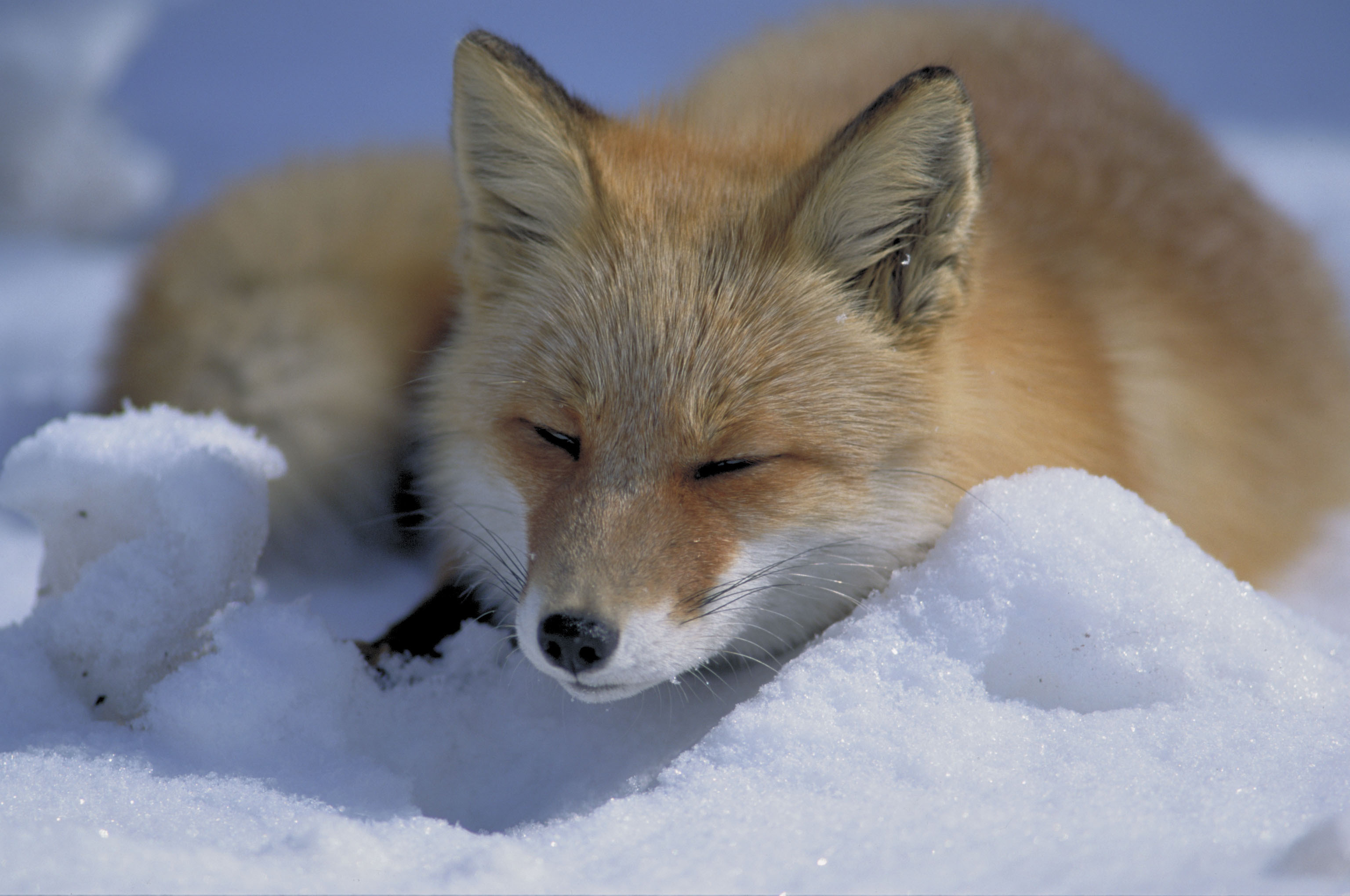
Lis rudy (V. v. schrencki) na Hokkaido w Japonii

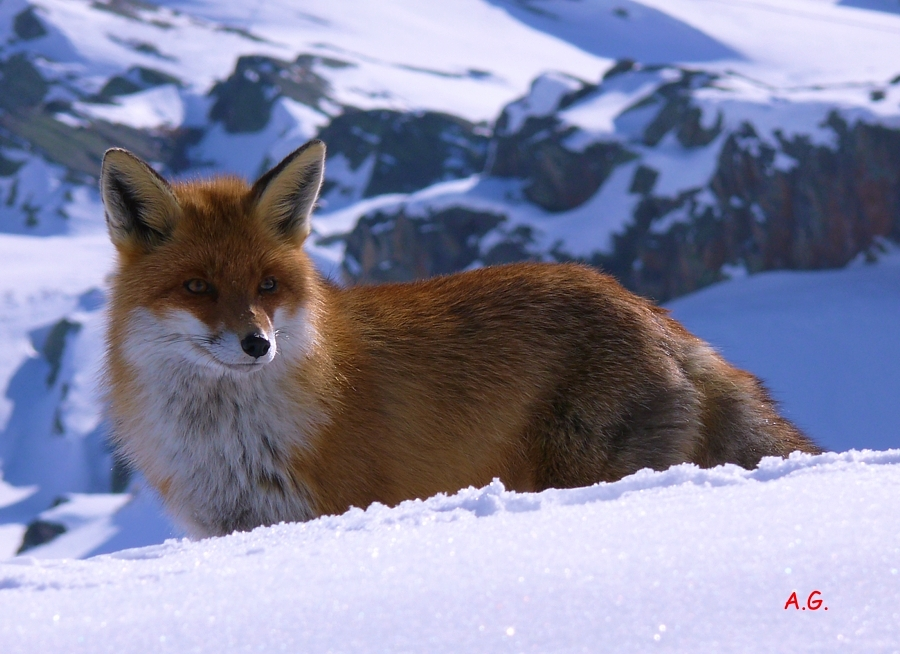
Europejski lis rudy (V. v. crucigera) we Włoszech

Lis rudy , lis pospolity (Vulpes vulpes) – gatunek drapieżnego ssaka z rodziny psowatych (Canidae). Występuje na półkuli północnej, w części Azji, w Europie, Ameryce Północnej i północnej Afryce. W XIX wieku został wprowadzony do Australii, gdzie jest obecnie jednym z największych szkodników (gatunek inwazyjny ).
Lis rudy jest największym z przedstawicieli rodzaju Vulpes, jak i najbardziej rozprzestrzenionym przedstawicielem drapieżnych (Carnivora). Rozprzestrzeniony na całej półkuli północnej, od koła podbiegunowego poprzez Amerykę Północną, Europę i Azję. Zasięg jego występowania wzrasta wraz z ekspansją człowieka, dzięki któremu dotarł m.in. na Australię, gdzie jest uważany za szkodnika zagrażającego życiu przedstawicieli tamtejszych ssaków i ptaków. Między innymi z tych przyczyn został wpisany na listę gatunków chronionych IUCN jako gatunek mniejszego ryzyka. Został również umieszczony na liście 100 najbardziej inwazyjnych gatunków.
Lis rudy wywodzi się z Eurazji, gdzie wyewoluował z mniejszych przodków. Ekspansja gatunku objęła najpierw Amerykę Północną, do której gatunek ów dostał się zaraz po zlodowaceniu Wisconsin. Wśród lisów, lis rudy cechuje się najbardziej progresywnymi dla drapieżnych cechami. Należą do nich rozmiar (jest największym przedstawicielem lisów) oraz duża zdolność adaptacyjna do nowych środowisk. Pomimo nazwy gatunkowej, często zdarzają się inne niż rude umaszczenia co jest skutkiem częstych zmian w materiale genetycznym, łącznie z albinizmem i melanizmem. Obecnie wyróżnia się 45 podgatunków lisa rudego, które można podzielić na dwie grupy – rasy duże, zamieszkujące tereny północne, i małe, rezydujące głównie w Azji, przeważnie w jej środkowo-wschodniej części. Lisy rude są zwierzętami społecznymi, których stada przewodzone są przez parę alfa mającą jako jedyna prawo do rozmnażania. Pozostałymi członkami stada są zwykle potomkowie pary alfa, które zostają z rodzicami, by pomóc w opiece nad szczeniętami.
Lis rudy poluje głównie na małe gryzonie, lecz żywi się również zającowatymi, kurowatymi, małymi gadami, bezkręgowcami oraz młodymi kopytnymi. Sporadycznie spożywają również owoce i warzywa. Sam z kolei narażony jest na atak ze strony wilków, kojotów, szakali oraz średnich i dużych kotowatych. Gatunek ma długą historię związków z człowiekiem – był tępiony przez wieki jako szkodnik i surowiec do produkcji futer. Często lis rudy zajmuje ważne miejsce w kulturze lub mitologii różnych ludów. Z powodu swojego rozprzestrzenienia jest jednym z głównych gatunków hodowanych na futra.

## Ewolucja
Lis rudy jest uważany za najbardziej progresywnego przedstawiciela rodzaju Vulpes, znacznie bardziej wyspecjalizowanego do drapieżnictwa niż lis afgański, korsak, czy lis bengalski. Czaszka lisa rudego wykazuje znacznie mniej cech pedomorficznych niż u innych gatunków, a obszar trzewioczaszki jest znacznie bardziej rozwinięty . Nie jest jednak tak wyspecjalizowany do drapieżnictwa jak lis tybetański .

### Pochodzenie
Euroazjatyckie pochodzenie lisa rudego może wywodzić się od Vulpes alopecoides lub chińskiego V. chikushanensis, bowiem oba te gatunki pochodzą z okresu przejściowego zwanego średnim wilafranszem. Najstarsze pozostałości lisa rudego odnaleziono w Barany na Węgrzech i datuje się je na 3,4-1,8 miliona lat. Szczątki wskazują, iż żyjące dziś lisy rude są znacznie większe od swoich przodków. Najstarsze skamieniałości współcześnie wyglądającego lisa datuje się na środkowy plejstocen, w związku z osadnictwem człowieka. Wskazuje to, że prymitywni ludzie polowali na lisy zarówno dla mięsa, jak i dla skóry .

### Kolonizacja Ameryki Północnej
Lis rudy skolonizował Amerykę w jakiś czas po zlodowaceniu Wisconsin. Obecnie uważa się, że wszystkie zamieszkujące Amerykę lisy wywodzą się z dwóch, wyraźne wyodrębnionych linii, które musiały rozejść się zaraz po ekspansji lisa. Skamieliny lisa występują na 25 stanowiskach w stanach Arkansas, Kolorado, Idaho, Kalifornia, Missouri, Nowy Meksyk, Tennessee, Teksas, Wirginia i Wyoming.

### Podgatunki
Według danych z 2005 roku, wyróżnia się 45 podgatunków lisa rudego. W 2010 roku wyodrębniono jeszcze jeden podgatunek z Sacramento Valley na podstawie badania haplotypu mitochondrialnego. Znane są krzyżówki między podgatunkami lisa rudego. Przykładowo lisy z Wielkiej Brytanii ekstensywnie krzyżowały się z lisami z Niemiec, Francji, Belgii, Sardynii i prawdopodobnie z lisami z Syberii i Skandynawii. Lisy europejskie krzyżowały się z amerykańskimi głównie w XVIII wieku.
Podgatunki lisa rudego dzielone są na dwie grupy:
- podgatunki północne – charakteryzują się dużymi rozmiarami i jaskrawo ubarwionym futrem,
- szare pustynne podgatunki południowe – mniejsze, o prymitywniejszej czaszce, dłuższych kończynach i większych uszach.

Lisy żyjące w środkowo-wschodniej Azji wykazują cechy pośredni pomiędzy podgatunkami północnymi a południowymi.
| Podgatunek                       | Biolog                                        | Opis | Zasięg |
| -------------------------------- | --------------------------------------------- | --- | --- |
| lis rudy V. v. vulpes            | Linneusz 1758                                 | Duży podgatunek (70–90 cm długości i 5–10 kg wagi, futro jasnoczerwone z żółtawymi i białawymi odcieniami na grzbiecie.                                                                                  | Europa północna i środkowa, rzadziej w Europie zachodniej i w Skandynawii                                           |
| lis jodłowy V. v. abietorum      | Merriam 1900                                  | Podobny do V.v.alascensis, jednak z lżejszą, dłuższą i smuklejszą czaszką | Kolumbia Brytyjska, Południowa Alaska, Kanada i USA                                                                 |
| lis alaskański V. v. alascensis  | Merriam 1900                                  | Duży, o długim ogonie, małych uszach i złotawo-płowej sierści | Alaska (teren Andreasky Wilderness)                                                                                 |
| V. v. alpherakyi                 | Satunin 1906                                  | Mały, o wadze ok. 4 kg i czaszce długości 132–139 mm u samców i 121–126 mm u samic; futro rdzawo-szare lub rdzawo-brązowe z jaśniejszym, rdzawym pasmem wzdłuż kręgosłupa; sierść krótka, gruba i rzadka | Kazachstan, Turkmenistan                                                                                            |
| lis anatolijski V. v. anatolica  | Thomas 1920                                   | | Azja Mniejsza, Turcja                                                                                               |
| lis arabski V. v. arabica        | Thomas 1920                                   | | Oman, okolice Maskatu                                                                                               |
| lis atlantycki V. v. atlantica   | Wagner 1841                                   | | Góry Atlas w Algierii                                                                                               |
| V. v. bangsi                     | Merriam 1900                                  | Podobny do v.v.fulva, jednak z mniejszymi uszami i słabiej wyodrębnionymi czarnymi plamami sierści na uszach i łapach                                                                                    | Półwysep Labrador, Kanada                                                                                           |
| V. v. barbara                    | Shaw 1800                                     | | Berberia (Zachodnio-Północna i Zachodnio-Środkowa Afryka)                                                           |
| V. v. beringiana                 | Middendorff 1875                              | Duży, najjaśniej umaszczony lis żyjący w Eurazji; futro przesycone barwą jasnoczerwoną, niemal pozbawione przejaśnień wzdłuż grzbietu i po bokach; puszysta i miękka sierść                              | Północno-Wschodnia Syberia w okolicach Cieśniny Beringa                                                             |
| V. v. cascadensis                | Merriam 1900                                  | Krótki ogon, małe zęby, żółtawe futro; podgatunek, który najczęściej wydaje lisy o ciemniejszej sierści w okolicach kręgosłupa w kształcie krzyża (tzw. cross-fox)                                       | Góry Kaskadowe, stan Washington, USA                                                                                |
| lis kaukaski V. v. caucasica     | Dinnik 1914                                   | Duży o różnorodnym umaszczeniu, od rudego po szare; futro krótkie i szorstkie | Kaukaz |
| V. v. crucigera                  | Bechstein 1789                                | Średnia wielkość, żółtawo-rdzawe lub rudo-brązowe futro, ogon nie jest szary, jak u pozostałych podgatunków                                                                                              | Europa, poza Skandynawią, Półwyspem Iberyjskim i niektórymi wyspami na Morzu Śródziemnym. Introdukowany w Australii |
| lis dauryjski V. v. daurica      | Ognev 1931                                    | Duży; futro wzdłuż grzbietu jasne, żółtawo-rude z białym pasmem pośrodku i sąsiadującym z nimi dwoma pasmami szarej sierści; sierść szorstka, lecz puszysta                                              | Syberia |
| V. v. deletrix                   | Bangs 1898                                    | Bardzo blade umaszczenie, od żółtawego do złotawego, w niektórych partiach ciała delikatnie rdzawe; duże kończyny tylne i pazury                                                                         | Nowa Fundlandia, Kanada                                                                                             |
| V. v. dolichocrania              | Ognev 1926                                    | | Południowe Ussuri, Syberia                                                                                          |
| V. v. dorsalis                   | J.E.Grey 1858                                 | | |
| V. v. flavescens                 | J.E. Grey 1858                                | Mały z infantylnie wyglądającą czaszką i szarym futrem; długość ciała: 49-57,5 cm, waga: 2,2-3,2 kg | Północny Iran |
| lis amerykański V. v. fulvus     | Desmarest 1820                                | Mniejszy niż V. v. vulpes z mniejszym, ostrzejszym pyskiem, krótszym ogonem, jaśniejszą sierścią, często przemieszaną z białymi i czarnymi pasmami                                                       | Południowa Kanada i wschodnie USA                                                                                   |
| lis kaszmirski V. v. griffithi   | Blyth 1854                                    | Trochę mniejszy niż V.v.montana z bardziej szarym futrem | Kandahar w Afganistanie                                                                                             |
| V. v. harrimani                  | Merriam 1900                                  | Duży, z ogromnym ogonem i szorstką, podobną do wilczej sierścią na ogonie i na krzyżu; futro na karku i ramionach mocno wydłużone, tworzy grzywę                                                         | Wyspa Kodiak, Alaska                                                                                                |
| V. v. hoole                      | Swinhoe 1870                                  | | Południowe Chiny |
| V. v. ichnusae                   | Miller 1907                                   | Mały, z proporcjonalnie małymi uszami | Sardynia, Włochy |
| V. v. indutus                    | Miller 1907                                   | | Cypr |
| lis jakucki V. v. jakutensis     | Ognev 1923                                    | Duży, lecz mniejszy od V.v.beringiana; grzbiet, kark i ramiona brązowo-rdzawe | Tajga na południe od Jakucka, Rosja                                                                                 |
| lis japoński V. v. japonica      | Ognev 1923                                    | | Japonia |
| V. v. karagan                    | Erxleben 1777                                 | Mniejszy niż V. v. vulpes; krótkie, szorstkie, piaskowe lub żółtawo-szare futro | Kirgistan, Rosja |
| V. v. kenaiensis                 | Merriam 1900                                  | Jeden z największych północnoamerykańskich podgatunków z miększym futrem niż u V. v. harrimani | Kenai Peninsula na Alasce, USA                                                                                      |
| lis kurdyjski V. v. kurdistanica | Satunin 1906                                  | Wielkość pomiędzy V. v. alpherykai i V. v. caucasica; blade futro, żółte lub jasnoszare, czasami brązowo-rdzawe, puszystsze i gęstsze niż u innych kaukaskich podgatunków                                | Północno-Wschodnia Turcja                                                                                           |
| lis wielkoogonowy V. v. macroura | Baird 1852                                    | Podobny do V. v. fulva, lecz z dużo dłuższym ogonem, większymi tylnymi łapami o intensywnie czarnej sierści                                                                                              | Góry Wasatch koło Wielkiego Jeziora Słonego, Utah, USA                                                              |
| V. v. montana                    | Dearson 1836                                  | Mniejszy od V.v.vulpes, z bardziej szorstkim futrem, które na podeszwach stóp jest wełniste | Himalaje |
| lis górski V. v. necator         | Merriam 1900                                  | Morfologicznie podobny do V.v.fulvus, lecz szkielet bardziej przypomina V. v. macroura | Sierra Nevada, Kalifornia, USA                                                                                      |
| lis nilowy V. v. niloticus       | E.Geoffroy & Saint-Hillaie 1803               | Mały (długość ciała: 76,7-105,3 cm, ogona: 30,2-40,1 cm, waga: 1,8-3,8 kg); sierść ruda lub brązowa; większy od V. v. arabica i V. v. palaestina                                                         | Egipt |
| V. v. ochroxantha                | Ognev 1926                                    | | Wschodnie Turkiestan w Rosji, Kirgistan                                                                             |
| lis palestyński V. v. palaestina | Thomas 1920                                   | | Okolice Jafy, Izrael                                                                                                |
| lis kalifornijski V. v. patwin   | Sacks, Statham, Perrine, Wisely & Aubry, 2010 | | Kalifornia |
| V. v. peculiosa                  | Kishida 1924                                  | | Korea |
| lis pustynny V. v. pusilla       | Blyth 1854                                    | Trochę mniejszy od V. v. graffithi, podobny rozmiarem do V. bengalensis, ale o znacznie dłuższym ogonie i tylnych łapach                                                                                 | Pakistan |
| V. v. regalis                    | Merriam 1900                                  | Największy północnoamerykański podgatunek z ogromnymi uszami i długim, szerokim ogonie; sierść złotawo-żółta do rudej, na stopach całkowicie czarna                                                      | Minnesota, USA |
| V. v. rubricosa                  | Bangs 1898                                    | Duży z długim, szerokim ogonem i większymi niż u V. v. fulvus zębami; najgłębiej umaszczony | Nowa Szkocja, Kanada                                                                                                |
| V. v. schrencki                  | Kishida 1924                                  | | Sachalin, Rosja |
| V. v. silacea                    | Miller 1907                                   | Wielkość jak u V. v. vulpes, lecz ma mniejsze zęby i szerzej rozstawione przedtrzonowce; futro całkowicie płowe                                                                                          | Półwysep Iberyjski                                                                                                  |
| V. v. splendidissima             | Kishida 1924                                  | | Północne i Środkowe Kuryle, Rosja                                                                                   |
| V. v. stepensis                  | Brauner 1914                                  | Trochę mniejszy i jaśniej umaszczony niż V. v. crucigera, z krótszym i bardziej szorstkim futrem | Rosyjskie stepy |
| V. v. tobolica                   | Ognev 1925                                    | Duży z żółtawo-rdzawym lub brudno-rdzawym futrem z dobrze wyodrębnionym „krzyżem” (por. lis Gór Kaskadowych)                                                                                             | Obdorsk, Tobolsk, Rosja                                                                                             |
| V. v. tschilliensis              | Matschie 1907                                 | Trochę mniejszy od V.v.hoole; tak, jak inne chińskie podgatunki, wielkością przypomina V. v. vulpes | Okolice Pekinu w Północno-Wschodnich Chinach                                                                        |

## Opis

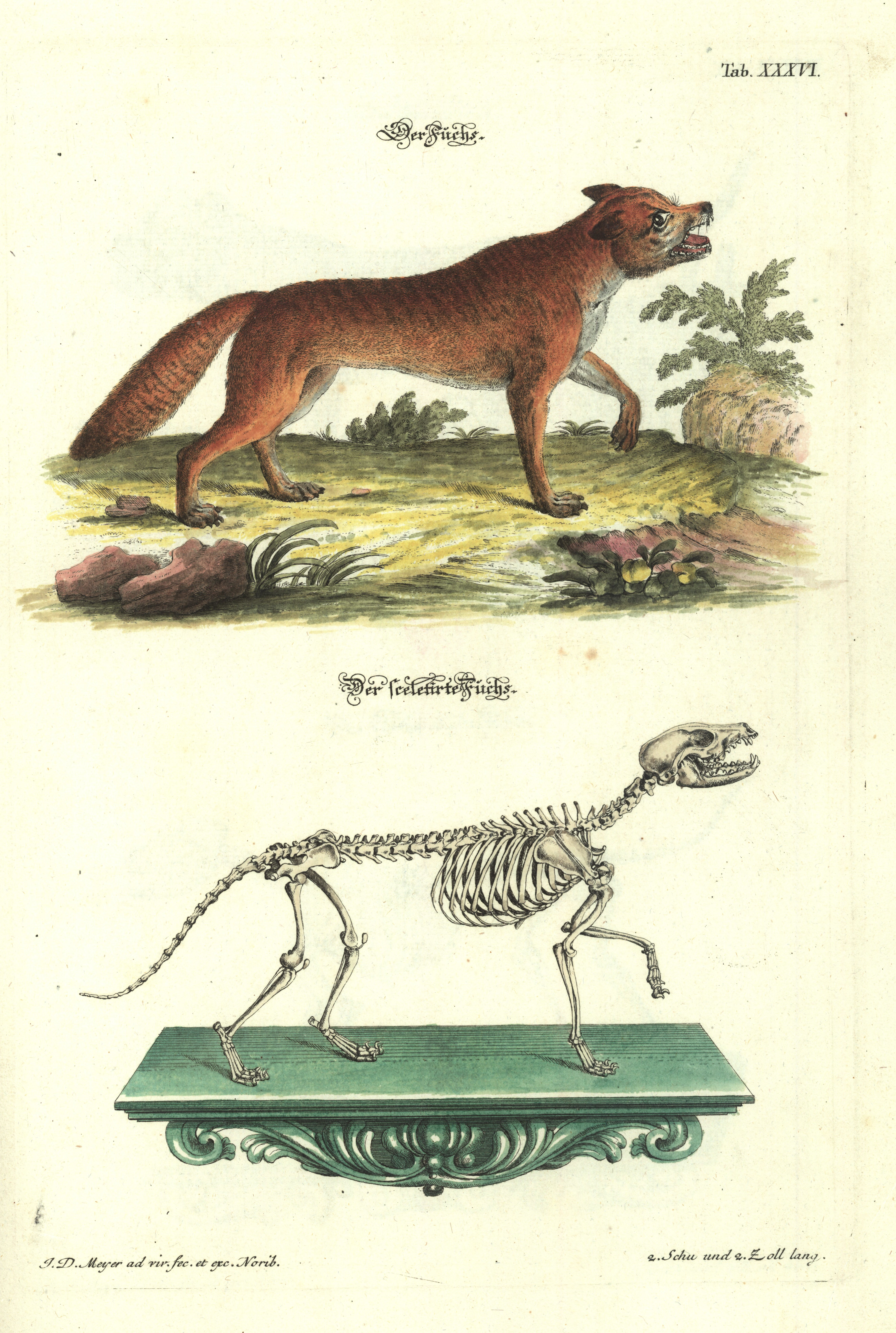
Lis rudy, miedzioryt kolorowany (Johann Daniel Meyer, 1748)

### Budowa

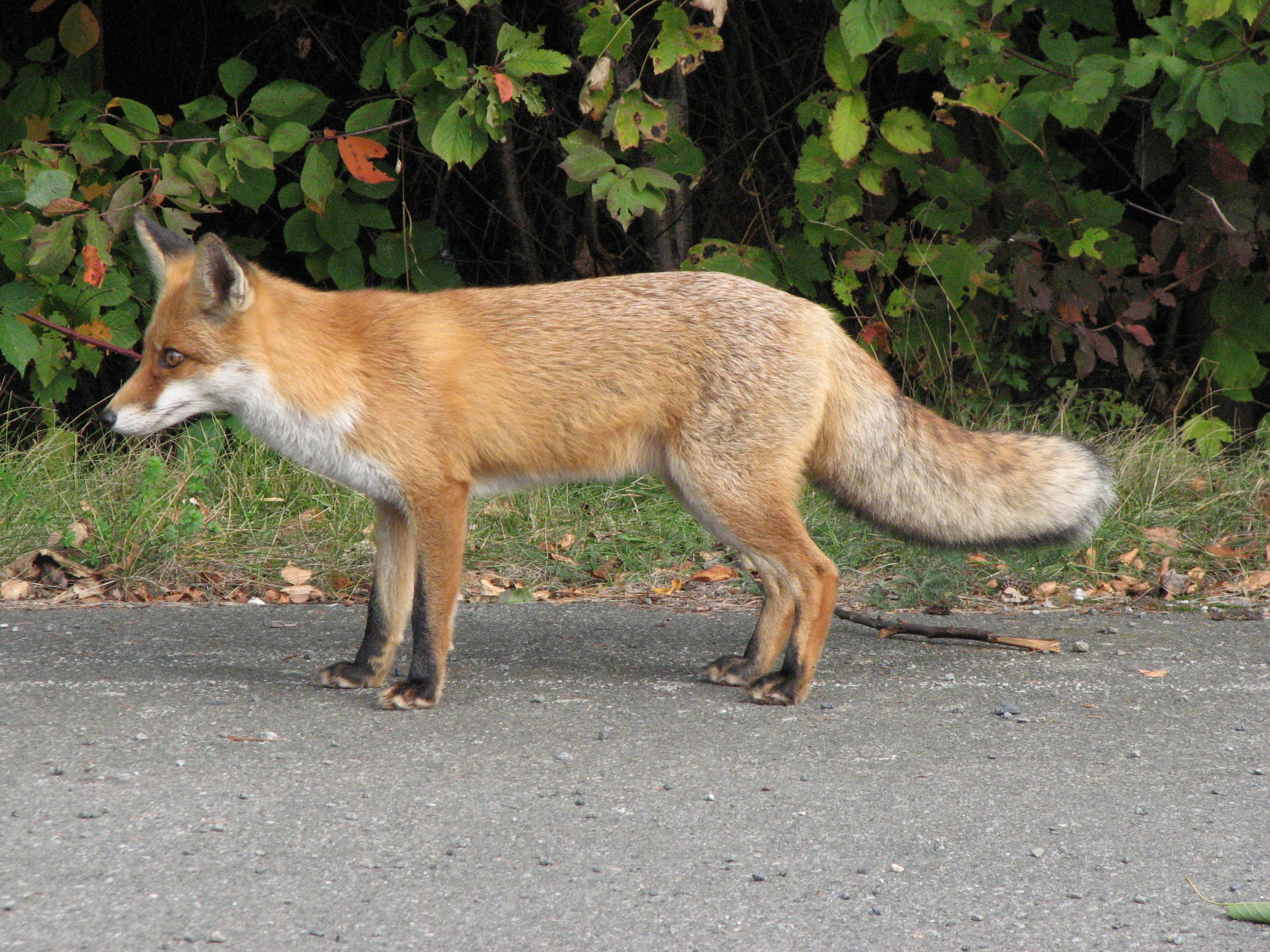
Profil lisa rudego

Lisy rude mają wydłużone ciało i względnie krótkie kończyny. Ogon, który jest długości ponad połowy ciała (ok. 70% długości głowy i tułowia) jest długi i puszysty, dotyka podłoża, gdy lis stoi na łapach. Źrenice są owalne i ułożone wertykalnie. Obecne są migawki, jednak poruszają się one tylko, gdy powieki są zamknięte. Wszystkie cztery palce tylnej kończyny dotykają ziemi podczas chodzenia, natomiast w przednich łapach jeden z palców (palec pierwszy) umieszczony jest wyżej, tak jak u psów. Lisy są niezwykle zwinne i skoczne, mogą w skoku osiągnąć pułap ponad dwóch metrów, co pozwala im na przeskakiwanie ogrodzeń, świetnie pływają. Samice mają zwykle trzy pary sutków, choć spotykane (nawet często!) są też takie, które mają ich nawet do dziesięciu par. Jądra samców są mniejsze niż u lisa arktycznego.
Czaszka jest wąska i wydłużona z małą mózgoczaszką. Kły są względnie długie. Dymorfizm płciowy w budowie czaszki jest bardziej widoczny niż u korsaków, gdzie czaszki samic są mniejsze od przeciętnej czaszki samca, lecz szersze w części nosowej. Samice mają też zwykle dłuższe kły. Czaszki lisów różnią się od psich dłuższym i węższym pyskiem, szerzej rozstawionymi przedtrzonowcami, smuklejszymi kłami i bardziej wypukłym niż wklęsłym profilem.

### Wymiary
Lisy rude są największymi przedstawicielami rodzaju Vulpes, lecz są znacznie lżejsze niż przeciętne psowate. Dla przykładu ich kości kończyn są o 30% lżejsze niż tej samej wielkości kości psie. U tego gatunku wyraźne są szczególne cechy budowy w związku z płcią, wiekiem, rozmieszczeniem na kuli ziemskiej z uwzględnieniem cech indywidualnych każdego osobnika. Przeciętnie dorosłe lisy mają ciało wysokości 35–50 cm w kłębie i długość ciała 49–90 cm, gdzie ogon ma długość ok. 53–60 cm. Uszy mają 7,7-12,5 cm długości, a kończyny tylne 12-18,5 cm. Waga waha się od 2,2–14 kg, gdzie samice zwykle ważą o 15-20% mniej niż samce. Samce mają czaszkę długości 129–167 mm, a samice 128–159 mm. Trop przednich łap ma długość 60 mm i szerokość 45 mm, a tylnych długość 55 mm i szerokość 38 mm. Lisy przemieszczają się z prędkością 6–13 km/h, a podczas biegu uzyskują prędkość 50 km/h. Odstępy między śladami łap wynoszą 25–35 cm. Amerykańskie lisy są zwykle lżej zbudowane, mają dłuższe ciało i wyraźniejszy jest u nich dymorfizm płciowy. Brytyjskie lisy są masywnie zbudowane i mają krótkie ciała, podczas gdy europejskie, kontynentalne lisy mają wielkość i wagę ciała zbliżoną do średniej (podane pow.). Największy schwytany lis to ważący 17,4 kg i mierzący 1,4 m długości samiec. Został upolowany w hrabstwie Aberdeenshire w Szkocji w 2012.

### Futro
Futro zimowe jest gęste, miękkie, gładkie, puszyste i względnie długie. Lisy żyjące na północy mają bardzo długie, gęste i puszyste futra, południowe osobniki charakteryzujące się krótkim i szorstkim futrem. Amerykańskie podgatunki mają gładsze futra niż europejskie. Wyróżnia się trzy typy umaszczenia: rude, szare i tzw. „krzyżowe” (patrz Mutacje). Lisy o rudym umaszczeniu mają jasne, rudo-rdzawe futro z żółtawymi pasmami sierści. Na grzbiecie sierść o brązowej barwie formuje pas biegnący wzdłuż kręgosłupa. U lisów o krzyżowym umaszczeniu dodatkowo występuje pas ciemniejszej sierści łączący barki, przecinający pod kątem prostym pas biegnący wzdłuż kręgosłupa. Tylne partie grzbietu są zwykle szarawe, natomiast sierść na brzuchu jest jaśniejsza, natomiast na gardle, policzkach, wzdłuż dolnej wargi i na klatce piersiowej jest całkowicie biała. Pozostałe partie ciała są ciemno umaszczone. U samic podczas laktacji sierść na brzuchu może zmienić kolor na ceglasty. Górne partie kończyn są rdzawe, natomiast sierść pokrywająca stopy jest czarna. Górna część pyska i kark jest jasnoczerwony lub czerwono-brązowy, natomiast okolice górnej wargi są białe. Tył uszu jest ciemnoczerwono, brązowy lub czarny, natomiast przednia część uszu jest biaława. Górna część ogona jest ruda, lecz jaśniejsza niż pozostałe części ciała ubarwione na ten kolor. Spód ogona jest szarawy. Czarny punkt u nasady ogona otacza tzw. „gruczoł fiołkowy”. Końcówka ogona jest biała.

### Mutacje

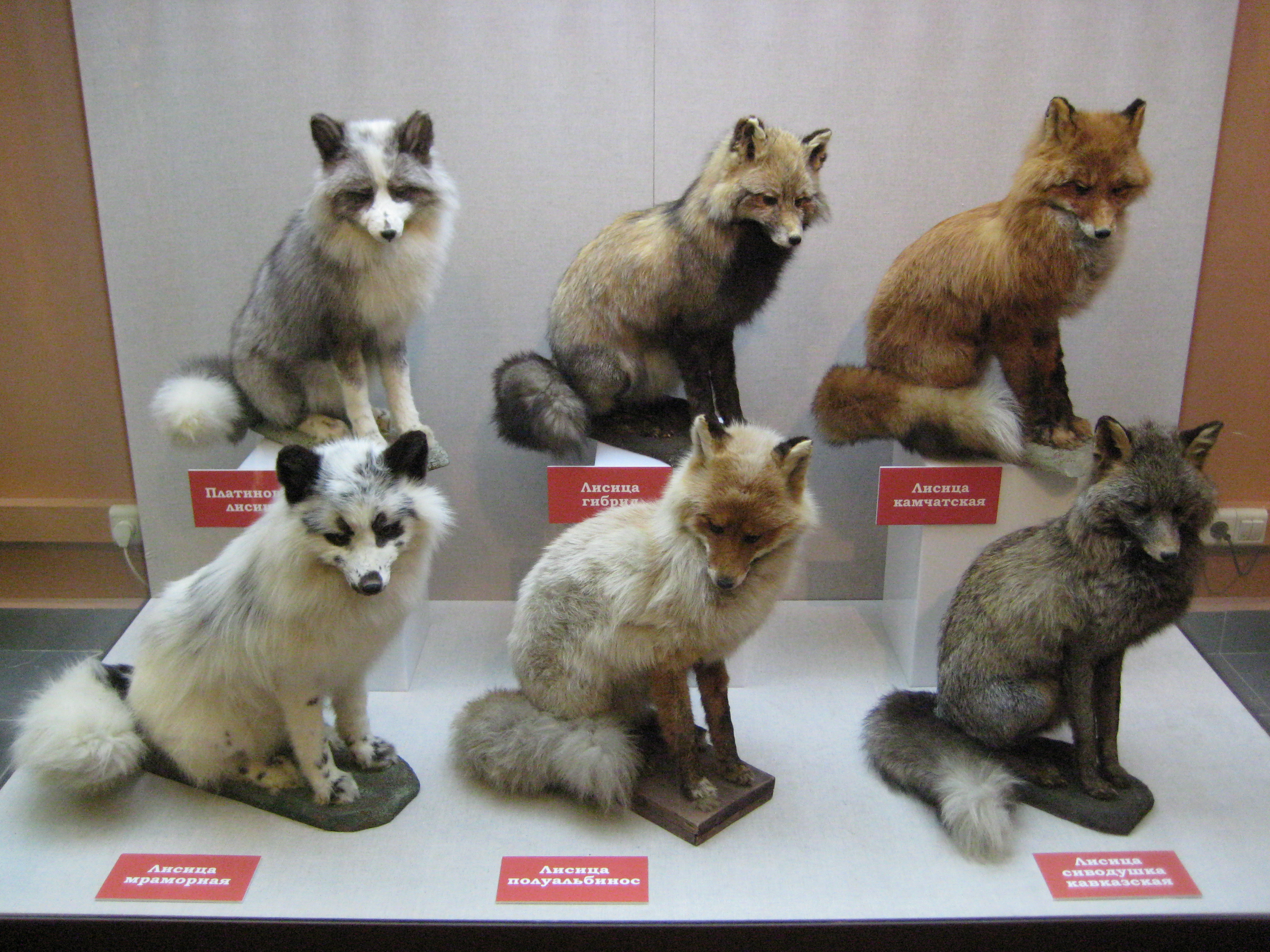
Warianty kolorystyczne lisa rudego

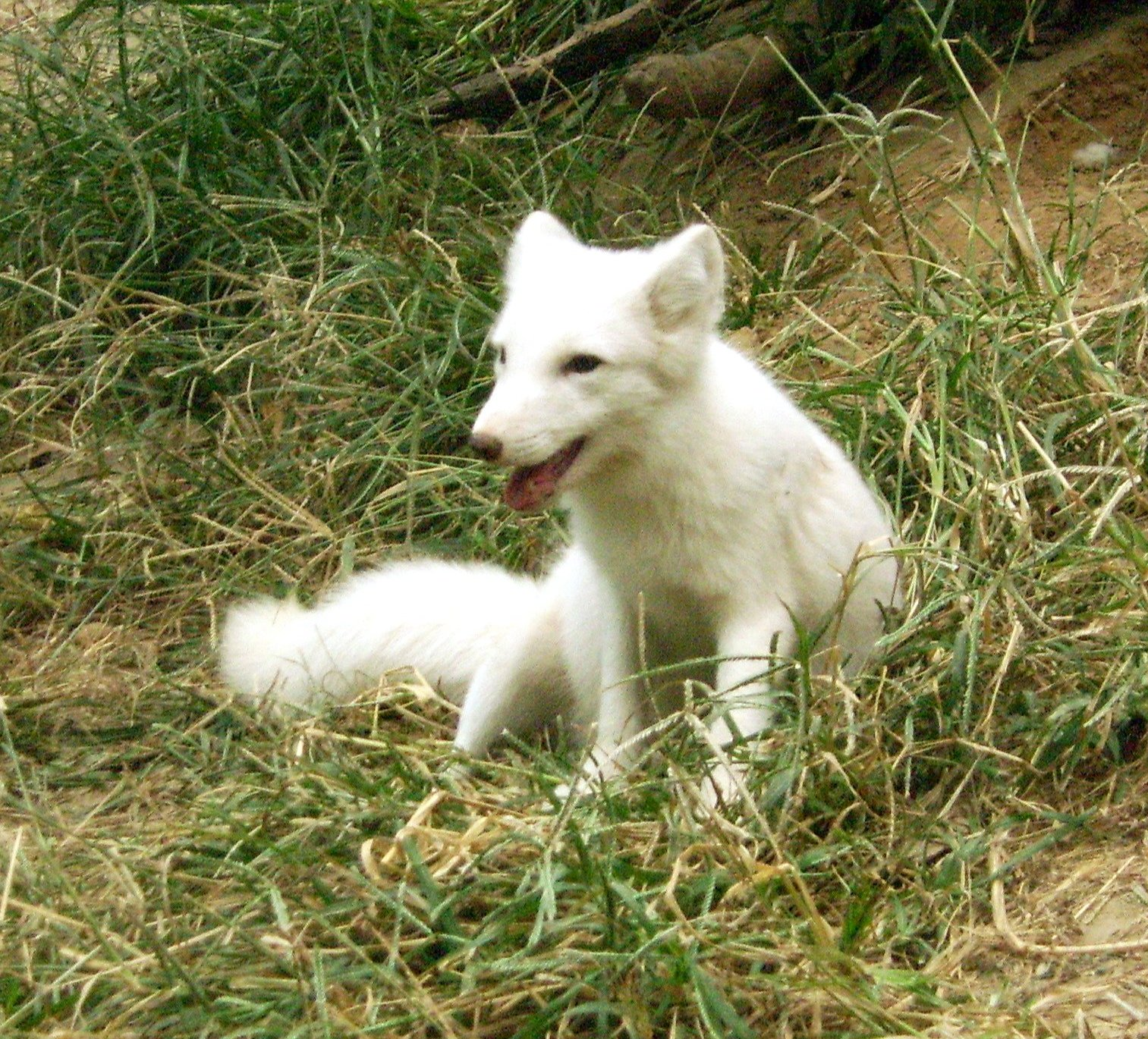
Albinizm u lisa rudego

Atypowe umaszczenie u lisów jest zazwyczaj przejawem częściowego lub całkowitego melanizmu, rzadziej albinizmu. Mutacje w kolorze sierści najczęściej występują u lisów zamieszkujących zimne tereny.
| Kolor sierści  | Zdjęcie | Opis |
| -------------- | ------- | --- |
| Ruda           |         | Typowe umaszczenie, por. Futro |
| Szara          |         | Zad i skóra na kręgosłupie pokryta jest szarą lub brązową sierścią z jasnymi, żółtymi pasmami. Krzyż na ramionach jest brązowy, rdzawo-brązowy lub brązowo-rudy, kończyny są brązowe                           |
| „Krzyżowa”     |         | Futro jest ciemniejsze, zad i dolne partie pleców są ciemnobrązowe lub ciemnoszare ze srebrnymi pasmami, ramiona łączy charakterystyczny pas ciemnobrązowej lub czarnej sierści, kończyny są brązowe.          |
| Czarno-brązowa |         | Melanistyczna forma europejskiego lisa rudego. Ma czarno-brązową lub czarną sierść i brązowymi i rzadziej srebrnymi pasmami. Rude włosy są rzadkie lub ich nie ma                                              |
| Srebrna        |         | Forma melanizmu u północnoamerykańskiego lisa rudego, introdukcja w Eurazji nastąpiła poprzez handel futrami. Charakterystyczne jest czarne umaszczenie ze srebrnymi pasmami pokrywającymi od 25 do 100% ciała |
| Platynowa      |         | Powstała z formy srebrnej przez zbladnięcie sierści, która jest prawie całkowicie srebrna z niebieskimi pasmami                                                                                                |
| Bursztynowa    |         | |
| Samson         |         | Powstała z wełnianej sierści, w której brakuje włosów dłuższych od pozostałych |

#### „Krzyżak”
Tak na Litwie nazywane są lisy o krzyżowym umaszczeniu. Charakteryzują się one pasem ciemniejszej sierści biegnącym wzdłuż kręgosłupa i w poprzek niego łącząc ramiona. Jest to forma melanizmu u lisa rudego, która występuje zazwyczaj na terenach północnych. Jest dość rzadka, choć nie aż tak jak lisy srebrne.
Najwięcej „krzyżaków” występuje w Kanadzie (30% populacji tamtejszych lisów), są również obecne w Idaho i Utah, jednak z powodu masowych polowań na nie, ich populacje zostały mocno przetrzebione. Sporadycznie odnotowuje się występowanie tych lisów w Skandynawii.
W budowie są identyczne do lisów rudych, choć mogą być trochę cięższe i mieć więcej podszerstka. Poza pyskiem, górne części ciała mają ciemnobrązową sierść. Brzuch i kark są żółtawe, natomiast pysk, uszy i dolne części łap czarne. Sierść na ogonie jest szara, żółta lub ruda z czarnymi końcami.
„Krzyżaki” są hodowane przez człowieka jako surowiec na futra, które są droższe od tych ze zwykłych lisów, jednak nie tak popularne jak te ze srebrnych.

### Zmysły
Lisy posiadają zdolność widzenia stereoskopowego, jednak ich wzrok reaguje głównie na ruch. Lisy mają bardzo dobry słuch, mogą usłyszeć odpoczywającego cietrzewia z odległości 600 kroków, latającą wronę z odległości 1/4-1/2 km i pisk myszy z odległości 100 m. Są w stanie zlokalizować dźwięki co do jednego stopnia w zakresie 700–3000 Hz, w wyższych częstotliwościach słabiej. Ich zmysł powonienia jest dobry, lecz słabszy od węchu innych psowatych.

### Gruczoły zapachowe
Lisy rude mają parę gruczołów położonych obok odbytu (tzw. gruczoły analne) połączone gruczołem łojowym. Oba uchodzą do jednego kanalika wydzielniczego, który działa jak komora fermentacyjna dla aerobów i anaerobów, które przekształcają sebum do różnych związków zapachowych zawierających m.in. kwasy alifatyczne. Owalny gruczoł ma długość 25 mm i szerokość 13 mm i wydziela woń fiołków. Obecność gruczołów na stopach jest możliwa. Mają one postać głębokich, czerwonych kanalików pomiędzy palcami wydzielających silną woń. Gruczoły łojowe znajdują się na połączeniu skóry szczęki i żuchwy.

## Zachowania

### Zachowania społeczne i terytorialne
Lisy rude mogą zarówno zajmować ściśle określone terytoria lub prowadzić wędrowny tryb życia. Do znakowania swojego terytorium używają moczu, którym znakują również miejsca, gdzie składowane przez nie jedzenie się wyczerpało, by nie tracić czasu na ich przeszukiwanie. Lisy rude żyją w rodzinnych grupach dzieląc jedno terytorium, lub formują stada, w którym para alfa „przygarnia” odrzucone przez swoją rodzinę lisy. W terenach ubogich w pożywienie może powstać silna hierarchia. Postawionych niżej od pary alfa lisów jest zwykle od dwóch do ośmiu. Są to głównie młode osobniki, które pomagają w wychowie szczeniąt, choć wcześniej mogły być dominującymi członkami stada. Gdy lisięta dorosną, mogą opuścić stado o ile szanse na przejęcie kontroli nad jakimś terenem są duże, w innym przypadku pozostają w rodzinnej grupie kosztem niemożności rozmnażania.

### Rozmnażanie i rozwój

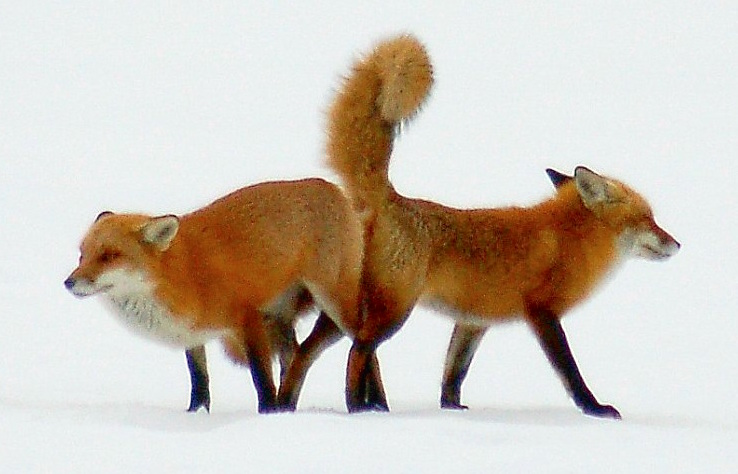
Kopulacja lisów rudych w Waszyngtonie

Lisy rude przystępują do kopulacji raz do roku, na wiosnę. Na dwa miesiące przed rują, zwykle w okolicach grudnia, narządy płciowe samicy zmieniają kształt i wielkość. Do momentu wystąpienia rui jajniki samic zwiększają się 1,5-2 razy. Produkcja spermy u samców rozpoczyna się jesienią, a swą największą intensywność przybiera zimą, gdy ciężar jąder zwiększa się. Ruja samic trwa trzy tygodnie, podczas których samce pokrywają je przez kilka dni, często w norach. Podczas kopulacji dochodzi do erekcji „Bulbus glandis”, struktury występującej u psowatych, która uniemożliwia wysunięcie prącia z pochwy, aż do momentu całkowitej ejakulacji. Ten stan może trwać znacznie dłużej niż godzinę. Ciąża trwa 49-58 dni. Z powodu dużej monogamii lisów rudych, podczas badań DNA wśród populacji można zauważyć mylne znaki poligamii lub kazirodztwa. Samice poza samicą alfa nawet jeśli zajdą w ciążę nie mają szansy wychować szczeniąt, które są zabijane przez dominującą parę lub innych członków stada.

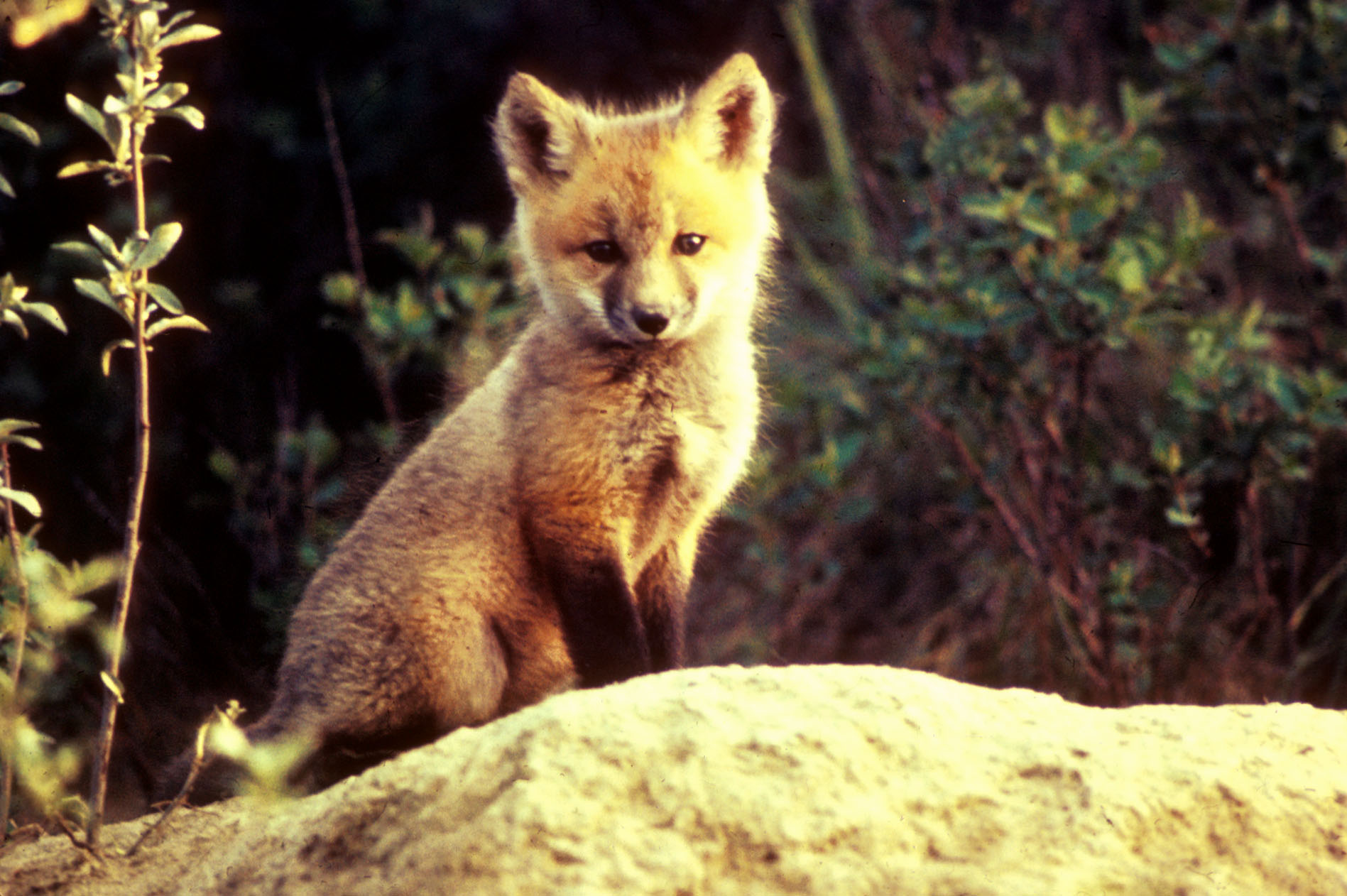
Szczenię

W miocie rodzi się najczęściej od czterech do sześciu szczeniąt, chociaż możliwe są przypadki pojawienia się w jednym miocie nawet do trzynastu lisiąt. Młode rodzą się ślepe, głuche i bezzębne z gęstą i puszystą, ciemną sierścią. W chwili porodu ważą 56-110 g i mają 14,5 cm długości, a ogon 7,5 cm. Młode mają krótkie kończyny, duże głowy i szerokie klatki piersiowe. Matka pozostaje z nimi przez pierwsze dwa do trzech tygodni bez przerwy, jako że młode nie mają początkowo zdolności termoregulacji. W tym okresie ojciec lub pozostali członkowie stada (głównie są to samice, dorosłe samce zwykle opuszczają stado przy sposobności) karmią matkę. Matki zaciekle bronią swoich młodych, nawet przed znacznie większymi drapieżnikami. W przypadku, gdy matka zginie, a młode są jeszcze niesamodzielne, ojciec przejmuje opiekę nad nimi. Oczy otwierają się szczeniętom ok. 13-15 dni po porodzie. W tym samym czasie kanały słuchowe się odtykają i wyrastają im górne zęby. Dolne wyrzynają się ok. 3-4 dni później. Ich oczy są niebieskie, jednak w ciągu kolejnych 4-5 tygodni przyjmują bursztynową barwę. Po trzech tygodniach od porodu ich futro zaczyna się przebarwiać na rudo. Miesiąc od porodu pojawiają się białe plamy sierści na pyskach. W tym czasie intensywnie rosną uszy i wydłuża się pysk. W wieku trzech do czterech tygodni młode zaczynają opuszczać norę. Laktacja u samic trwa przez 6-7 tygodni. Wełnista sierść młodych zaczyna być coraz bardziej szorstka i błyszcząca około 8 tygodnia życia. W wieku 3-4 miesięcy młode uzyskują samodzielność – maja już długie kończyny, wąską klatkę piersiową i wydłużony pysk – cechy typowe dla dorosłych osobników. Niekiedy samice uzyskują dojrzałość płciową w 9-10 miesiącu. Lisy rude mogą żyć do 14 lat, jednak na wolności zwykle nie dożywają 1,5 roku.

### Sen
Lisy śpią ok. 9,8 godziny na dobę.

### Schronienie
Poza okresem rozrodczym lisy preferują wolne przestrzenie pokryte gęstą roślinnością, choć mogą chronić się w jamach przed złymi warunkami pogodowymi. Nory kopane są zwykle wśród wzgórz, na zboczach gór, w wąwozach, urwiskach, na brzegach zbiorników wodnych, w rowach, zagłębieniach, żlebach, rozpadlinach skalnych oraz w terenach zaniedbanych lub opuszczonych przez ludzi. Lisy preferują kopać nory w żyznych glebach dobrze osuszonych, np. przez korzenie drzew. Nory w pobliżu drzew mogą przetrwać dekady, natomiast te wykopane na stepie najwyżej kilka lat. Mogą na trwałe opuszczać swoje nory w wyniku epidemii nużycy, prawdopodobnie jest to mechanizm obronny uniemożliwiający rozprzestrzenianie się choroby. W pustynnych rejonach Eurazji lisy mogą używać nor wilków, jeżozwierzy, lub innych dość dużych zwierząt, jak i tych wykopanych przez kolonie myszoskoczków. Nory lisów dzielą się na jamy i korytarze. Główne wejście prowadzi w dół, pod kątem ok. 40 stopni i rozszerza się do miejsca, z którego odbiegają liczne korytarze boczne. Głębokość nory osiąga 0,5-2,5 metra i rzadko dochodzi do poziomu wód gruntowych. Główny korytarz może mieć do 17 metrów, jednak zwykle ma 5-7 metrów. Wiosną lisy rude czyszczą swoje nory z zużytej ziemi najpierw wykonując szybkie ruchy przednimi łapami, a następnie za pomocą tylnych łap wykopują zużytą ziemię z nory na odległość ok. 2 metrów od wejścia. Gdy rodzą się młode zużyta ziemia jest wydeptywana, w ten sposób tworzone jest miejsce, gdzie młode mogą się bawić i otrzymywać pożywienie. Lisy mogą dzielić swoje nory ze świszczami lub borsukami. W przeciwieństwie do borsuków, które również czyszczą swoje nory z ziemi i załatwiają potrzeby fizjologiczne w specjalnie przygotowanych latrynach, lisy zwyczajowo zostawiają obok wejścia do nory nieskonsumowane resztki ofiar.

### Pożywienie i polowanie
Lisy rude są wszystkożercami i mają bardzo urozmaiconą dietę. W byłym ZSRR naliczono aż 300 gatunków zwierząt i roślin, które stanowiły pożywienie dla lisów. Zwykle żywią się małymi gryzoniami, głównie myszami, wiewiórkami naziemnymi, myszoskoczkami, chomikami, gofferami i nornicami. W drugiej kolejności sięgają po ptaki (głównie wróblowate, grzebiące, kaczkowate), zającowate, jeżozwierze, szopy pracze, dydelfy i zwierzęta wodne (ssaki – np. wydry, ryby i szkarłupnie). Sporadycznie zjadają też małe kopytne. Lisy rude zwykle polują na zwierzynę o masie do 3,5 kg, same potrzebują ok. 500 g pożywienia dziennie. Ważną rolę w diecie pełnią rośliny, zwłaszcza owoce. Ich spożycie jesienią w niektórych rejonach stanowi nawet 100% diety tych zwierząt w tej porze roku. Najczęściej spożywanymi owocami są jagody, borówki, maliny, jeżyny, czereśnie, wiśnie, jabłka, śliwki, winogrona, hurma, morwa i żołędzie. Do innych spożywanych roślin należą liczne gatunki traw, turzyc i roślin bulwkowych.
Lisy preferują polować wczesnymi porankami, przed wschodem słońca, lub późnym wieczorem. W przypadku polowania na zwierzęta myszopodobne, lisy najpierw dokładnie lokalizują zdobycz za pomocą słuchu, a następnie skaczą wysoko (na 2 metry) w powietrze. Stabilność skoku zapewnia ogon. Po wszystkim lądują wprost na swą oddaloną do 5 metrów zdobycz przednimi łapami. Zwykle żywią się padliną w godzinach wieczornych. Lisy są niezwykle zaborcze i będą bronić zdobyczy nawet przed większym drapieżnikiem. U lisów może występować nadmierne zabijanie zwierzyny, tzn. zabijanie ofiar pomimo braku potrzeby zaspokojenia głodu. Dzieje się to zwykle podczas wychowu młodych. Nagrano, iż w jednym sezonie lęgowym cztery lisy zabiły do 200 mew śmieszek każdy. W związku z powyższym straty w ptactwie hodowlanym mogą być ogromne. Lisy nie lubią zapachu kretów, jednak nie powstrzymuje ich to przed złapaniem ich dla młodych jako „żywej zabawki”.

### Relacje z innymi drapieżnikami
Lisy rude zazwyczaj dominują nad innymi przedstawicielami swojego rodzaju. Lisy arktyczne zwykle unikają konkurencji z lisami rudymi i w tym celu uciekają na bardziej wysunięte na północ terytoria, gdzie pożywienie jest zbyt ubogie dla ich kuzynów o masywniejszym ciele. Zależność między tymi dwoma gatunkami reguluje ich zasięg występowania – północną granicę terytoriów lisów rudych wyznacza brak dostatecznej ilości pożywienia, a południową granicę terytoriów lisów arktycznych – występowanie lisów rudych, które są od nich lepiej przystosowane do drapieżnictwa. Oba te gatunki zostały introdukowane na Aleuty i Wyspy Aleksandra. W niedługim czasie na wyspach lisy rude wytępiły lisy arktyczne, a na jednej wyspie odnotowano, iż jeden samiec lisa rudego zabił wszystkie lisy arktyczne w 1866 r. W miejscach, gdzie nisze ekologiczne tych zwierząt się pokrywają możliwa jest również koegzystencja. Lisy arktyczne zadowalają się wtedy głównie lemingami, pozostawiając lisom rudym większe gryzonie. Oba gatunki będą zabijać młode drugiego gatunku, gdy tylko natrafi się sposobność. Lisy rude są poważnymi konkurentami korsaków, gdyż przez cały rok polują na tę samą zdobycz. Lisy rude są większe, lepiej przystosowane do polowania w głębszym, sięgającym 10 cm śniegu i bardziej efektywne w polowaniu i gonieniu dużych gryzoni. Korsaki zdają się mieć nad nimi przewagę jedynie na terenach stepowych i półpustynnych. W Izraelu lisy afgańskie uciekają od rywalizacji z lisami rudymi ograniczając swe terytoria do skalnych klifów i wąwozów, omijając niziny zamieszkiwane przez te drugie. Lisy rude dominują również nad lisami długouchymi i płowymi. Lisy długouche unikając rywalizacji zasiedlają bardziej jałowe, pustynne tereny, jednak coraz częściej zostają z nich wyparte, głównie przez zmiany, jakie w środowisku czyni działalność człowieka. Lisy rude będą polowały na oba gatunki, gdy to możliwe, oraz współzawodniczyć o pożywienie i schronienie. Jedynym gatunkiem lisa, jednak nie pochodzącym już z rodzaju Vulpes, który dominuje nad lisem rudym we wszystkich regionach, gdzie występuje, jest lis wirginijski. Oba te gatunki w swojej historii miały ze sobą jedynie sporadyczny kontakt. Lisy wirginijskie zajmują tereny porośnięte gęstą roślinnością, w przeciwieństwie do lubujących się w otwartych przestrzeniach lisach rudych. Kontakt między tymi gatunkami zwiększył się w wyniku deforestacji, która umożliwiła lisom rudym zajęcie siedlisk lisa wirginijskiego.
Wilki mogą zabijać i żywić się lisami rudymi. W Ameryce Północnej, gdzie lis koegzystuje z kojotem, terytoria zajmowane przez lisy rude znajdują się na około terytoriów kojotów. Zjawisko to tłumaczone jest prawdopodobną tendencją lisów do unikania kontaktów z kojotami. Oddziaływania międzypopulacyjne u tych dwóch gatunków wahają się od stricte antagonistycznych do obojętnych. Większość zachowań agresywnych wychodzi od kojotów i znane są tylko nieliczne przypadki zachowań agresywnych, których źródłem były lisy, nie licząc tych, prezentowanych podczas bronienia się zaatakowanego przez kojota lisa i ochrony młodych. Czasami kojoty i lisy odżywiają się w swoim towarzystwie. W Izraelu, gdzie lisy koegzystują z szakalami złocistymi, oba te gatunki rywalizują o pożywienie. Lisy zwykle ignorują zapach szakala na swoim terytorium i unikają bliskiego kontaktu. W terenach, gdzie szakale zaczęły dominować, zauważono spadek liczby lisów rudych.
Lisy rude dominują nad jenotami, czasami zabijają ich młode, a dorosłe osobniki zagryzają na śmierć. Znane są przypadki, gdy lisy rude zabijały jenoty w ich norach. Oba te gatunki konkurują o pożywienie w postaci małych gryzoni, np. myszy. Konkurencja ta osiąga swój szczyt wiosną podczas wychowu młodych. Według danych, 11,1% zgonów wśród liczącej 54 osobniki populacji jenota na Wielkim Stepie została spowodowana przez lisy rude. W północno-zachodniej Rosji lisy rude wytępiły 14,3% liczącej 186 osobników populacji jenota.
Lisy rude mogą zabijać małe łasicowate, takie jak łasica, kuna domowa, kuna leśna, gronostaj, kałanek, oraz młode sobole. Dowody wykazują, iż borsuki mogą żyć z lisami w tej samej norze, w wydzielonej jej części. Jest to przykład protokooperacji tych gatunków – lisy zaopatrują borsuki w pożywienie (resztki niedojedzonej zdobyczy), natomiast borsuki czyszcząc swoją norę, usuwają również brud z nory lisów. Znane są jednak przypadki, gdy borsuki wyganiały lisy z nory i niszczyły im schronienie, a nawet zabijały młode. Rosomaki mogą zabijać lisy, głównie, gdy te śpią lub są bezbronne. Lisy natomiast mogą zabijać niestrzeżone młode rosomaków.
Lisy mogą rywalizować z hienami na szerokim polu. Lisy ustępują hienom na polu ataku, gdyż potężne szczęki hien bardzo łatwo mogą odrywać części ciała zdobyczy, co jest trudne do osiągnięcia przez lisy. Lisy mogą nękać hieny dzięki swym mniejszym rozmiarom i większej szybkości. Znane są przypadki dręczenia hien przez lisy nie tylko w czasie rywalizacji o padlinę, ale również bez wyraźnej przyczyny. Czasami lisy źle oceniają swoje możliwości w czasie i padają łupem hien. W legowiskach hien często znajdowane są pozostałości po zwłokach lisów. Hieny mogą też zabijać lisy, które wpadły w pułapkę.
W Eurazji lisy mogą padać ofiarą lampartów, karakali i rysi. Rysie zaganiają lisy w tereny pokryte głębokim śniegiem, gdzie ich długie kończyny umożliwiają lepsze poruszanie się niż krótkie łapy lisów. W kilku rejonach Rosji lisy występują tylko sporadycznie, ze względu na intensywnie broniące swoich terytoriów rysie. Uznaje się jednak, iż rysie stanowią dla lisów rudych znacznie mniejsze zagrożenie niż wilki. Do północnoamerykańskich drapieżców polujących na lisy zaliczane są pumy, rysie kanadyjskie i rude.

## Komunikacja

### Język ciała

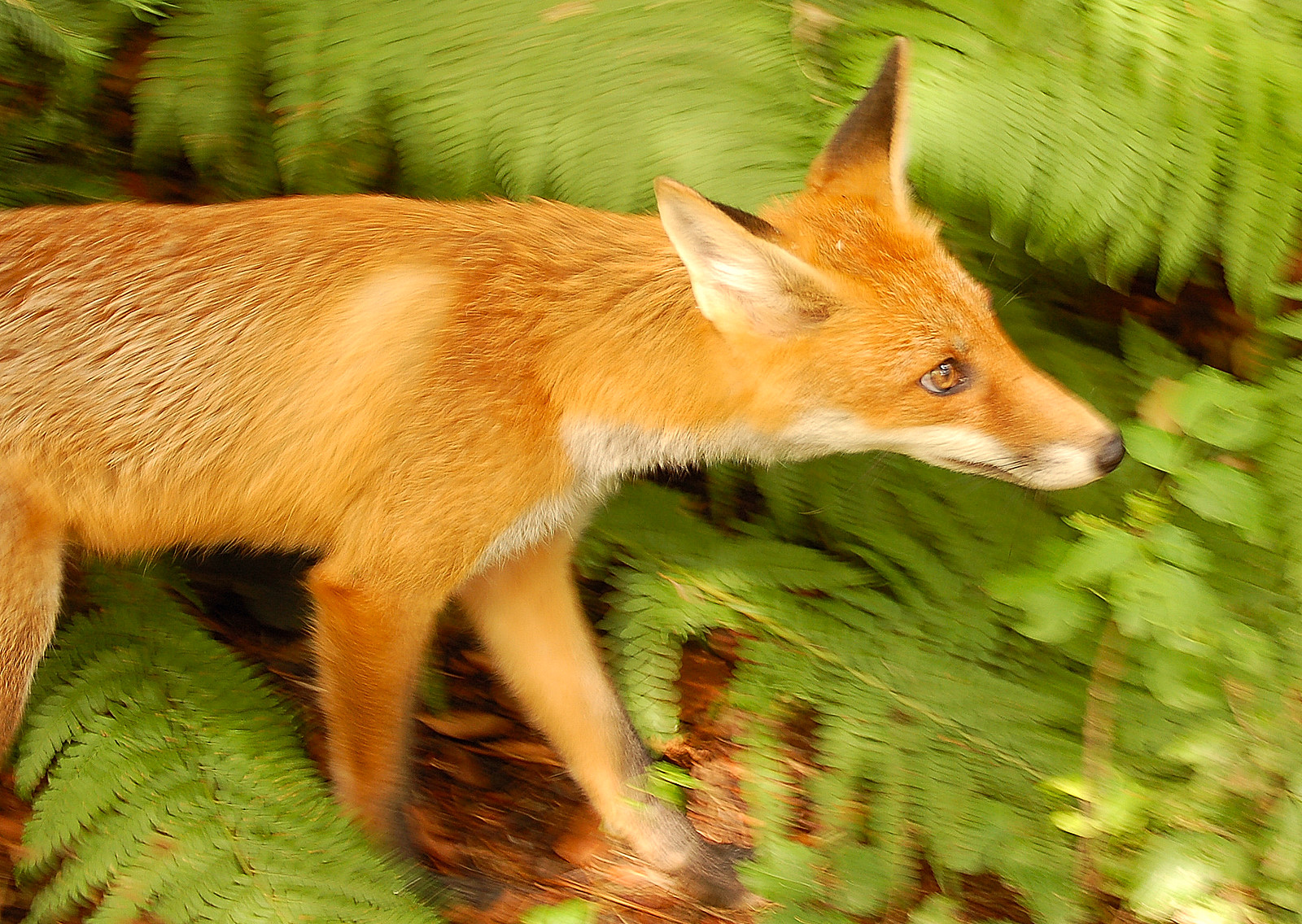
Europejski lis rudy (V. vulpes crucigera) w postawie oznaczającej zainteresowanie

Język ciała lisów rudych składa się z ruchów uszu, ogona i pewnych postaw, oznaczających określone gesty. Pozycje można podzielić na kategorie dominacyjne/agresywne i uległe/strach.
Dociekliwy lis będzie obracać uszami podczas węszenia. Figlarne osobniki będą strzyc uszy i stawać na tylnych łapach. Samce podczas zalotów do samic oraz po udanym przegonieniu intruza obracają uszy na zewnątrz i podnoszą ku górze ogon w pozycji horyzontalnej. Gdy lis rudy odczuwa strach, ukazuje uległość, wygina swe ciało, podkurcza je, wykrzywia kręgosłup łukowato, kuca, wygina ogon do tyłu i do przodu na zmianę oraz kładzie po sobie uszy, przyciskając je do czaszki. Gdy osobnik ukazuje uległość osobnikowi dominującemu wygląda to podobnie, jednak ciało nie jest wygięte, a kręgosłup wykrzywiony łukowato. Uległe osobniki podchodzą do dominujących obniżając swoją postawę tak, aby podczas powitania ich pysk był skierowany ku górze. Gdy dwa równe rangą osobniki walczą o pożywienie obchodzą się i napierają na bok przeciwnika. Wyrażają swoim ciałem mieszaninę agresji i strachu – ciało jest łukowato wygięte, ale nie kucają, ogony nerwowo wyginają się w przód i tył, a uszy kładzione są po sobie, ale nie przyciskane do czaszki. Podczas asertywnego ataku, lisy raczej zbliżają się ku sobie niż bokami, ich ogony uniesione są ku górze, a uszy obrócone na zewnątrz. Atak polega na groźbach – lisy starają się wejść przednimi łapami na przeciwnika i grożą mu otwartym pyskiem. Takie walki zdarzają się prawie wyłącznie u młodych i dorosłych przedstawicieli tej samej płci.

### Wokalizacja
Lisy rude mają szeroką skalę wokalną sięgającą pięciu oktaw. Ostatnie analizy wyróżniają dwanaście różnych dźwięków wytwarzanych przed dorosłe osobniki i osiem przez młode. Większość odgłosów można podzielić na kontaktowe i interakcyjne. Te pierwsze różnią się długościami pauz, a drugie natężeniem i agresją.
- Dźwięki kontaktowe: najczęściej używany dźwięk służący do komunikacji to trzy do pięciu szczeknięć, wydawanych zwykle przez parę zbliżających się do siebie osobników. Dźwięk ten najczęściej słychać od grudnia do lutego, kiedy jednak może być pomylony z głosami wydawanymi przez strzegące terytoriów sowy. Nie zawsze lisy wydają ten dźwięk. Zarejestrowano, iż w niewoli owo powitanie było stosowane względem osobników znanych, ale nie względem obcych. Młode zaczynają wydawać ten dźwięk w wieku 19 dni, by zwrócić na siebie uwagę. Gdy lisy zbliżają się do siebie wydają trójzgłoskowe powitanie podobne do gdakania kur. Dorosłe osobniki witają młode głośnymi, szorstkimi odgłosami.

- Dźwięki interakcyjne: podczas witania się lisy wydają z siebie wysoki, skomlący dźwięk, zwłaszcza osobniki uległe. Uległe lisy podchodząc do dominujących wydają z siebie wysoki, piskliwy, podobny do syreny krzyk. Podczas agresywnych zachowań wydają z siebie gardłowy, grzechoczący dźwięk. Można go zaobserwować głównie podczas sezonu godowego u rywalizujących samców. Jest on też wydawany przez odrzucające zaloty samice.

Innym, niedającym się zaklasyfikować dźwiękiem jest długie, rozciągnięte, monosylabiczne „łaaa”. Jako że jest on głównie słyszany podczas sezonu godowego, wnioskuje się, iż jest on wydawany przez samice przywabiające samców. Gdy lisy czują się zagrożone, emitują jednosylabowe szczeknięcie. Słyszany z bliska przypomina kaszel, a z daleka zdaje się być ostrzejszy. Młode podczas opieki nad nimi płaczą. Ich płacz staje się głośniejszy, gdy są niezadowolone.

## Zasięg występowania
Lisy rude należą do zwierząt o szerokim zasięgu występowania, który wynosi u tych zwierząt prawie 70 mln km². Zajmują całą półkulę północną od koła okołobiegunowego do Ameryki Środkowej i stepów Azji. Są nieobecne na Islandii, wyspach Arktyki, w niektórych partiach Syberii i na pustyniach. Odkryto, że stopniowo przejmuje terytorium lisa polarnego i w przyszłości wyprze ten gatunek. Naukowcy sądzą, że jest to spowodowane ociepleniem klimatu.

### Introdukcja na Sardynii
Pochodzenie podgatunku ichnusae z Sardynii jest niepewne, jako że nie odnaleziono żadnych pozostałości w plejstoceńskich stanowiskach na wyspie. Prawdopodobne jest, iż wyewoluował on w Neolicie i został introdukowany przez ludzi na Sardynię. W ciągu kolejnych lat inne podgatunki ze śródziemnomorskich wysp zostały introdukowane przez ludzi na wyspę. Daje to wytłumaczenie fenotypowej różnorodności tego podgatunku.

### Introdukcja w Australii
Angielskie lisy rude zostały introdukowane w Australii przez Brytyjczyków, chcących zakorzenić tam polowania na lisy. Pierwsza introdukcja miała miejsce w 1845 roku w pobliżu Keilor w stanie Victoria. Introdukcja kolejnych dwóch samców została wspomniana w „Sydney Echo” w 1855 r. Jeden samiec i dwie samice zostały wypuszczone w 1864 roku przez klub polowań z Melbourne. Te introdukcje nie powiodły się całkowicie i współcześnie żyjące w Australii lisy rude wywodzą się z dwóch linii zaszczepionych w stanie Victoria. Populacja założycielska była parą wypuszczoną ok. 20 km od Ballart w 1871 i kilka innych lisów wypuszczonych w Point Cook. W 1880 populacja ta przemieściła się i połączyła z tą z Ballart. W mniej niż dekadę lisy rude zasiedliły 13 000 km² stanu Victoria, a w 1893 została ustanowiona pierwsza nagroda za schwytanie lisa, które osiedliły się w Queensland. Obecnie lisy rude występują w całej Australii z wyjątkiem północnego Queensland i Terytorium Północnego. Rozprzestrzenienie lisów na południowych terytoriach Australii zbiegł się ze spadkiem liczebności niektórych kopiących nory ssaków o średniej wielkości, np. kanguroszczury, kangurzaki rudawe, mrówkożery workowate, pazurogony pręgoude i kuoki. Większość z tych gatunków zostało wypartych na wyspy, na których lisy rude nie występują lub są rzadkie. Z gatunków pół-nadrzewnych, które są tępione przez lisy, wymienić trzeba pałankę kuzu i inne pałanki. Populacje lisów australijskich są kontrolowane dzięki odstrzałom i pułapkom. Lisy są identyfikowane po sylwetce oraz błonie odblaskowej. Również reintrodukcja dingo spowodowała spadek liczebności lisa rudego w Australii.

## Choroby i pasożyty
Lisy rude są jednym z największych rezerwuarów wścieklizny. Londyńskie lisy często zapadają na zapalenie stawów zwłaszcza w okolicach kręgosłupa. Lisy rude chorują też na leptospirozę i tularemię, choć na tę ostatnią nie są zbyt podatne. Mogą również zapadać na listeriozę i spirochetozę, jak i przenosić różę, brucelozę i zapalenia mózgu. Tajemnicza, śmiertelna choroba zaatakowała lisy w pobliżu jeziora Sartlan w okręgu nowosybirskim. Prawdopodobnie zostały one zaatakowane przez zapalenie mózgu, które zaobserwowano u lokalnie hodowanych lisów srebrnych. Lisy zapadają też na dżumę.
Lisy rzadko są żywicielami pcheł. Gatunki jak Spilopsyllus cuniculi zwykle przenoszą się na lisy z ich ofiar, natomiast inne, jak Archaeopsylla e. erinacei atakują lisy podczas wędrówek. Pchły, które normalnie pasożytują na lisach to: pchła ludzka, pchła psia i Paraceras melis. Kleszcze, takie jak kleszcz pospolity i Ixodes hexagonus nie są rzadkością u lisów, zwłaszcza u wychowujących młode samic i u młodych, atakowanych przez pasożyty jeszcze w norach. Wesz Trichodectes vulpis jest wyspecjalizowana do atakowania lisów, jednak rzadko występuje na lisach. Świerzbowce ludzkie są najczęstszą przyczyną dermatoz u lisów. Powoduje ona wypadanie sierści od nasady ogona i tylnych łap poprzez zad do pozostałych części ciała. W końcowym etapie lisy mogą stracić większość futra, 50% swojej wagi i gryźć zarażone kończyny. W przypadku epidemicznego charakteru choroby lisy giną zwykle w cztery miesiące po zainfekowaniu. Do innych pasożytów wewnętrznych należą Demodex folliculorum, Notoderes, Otodectes cynotis (żyjące w kanałach usznych), Linguatula serrata (wrzęcha bytująca w kanale nosowym) i grzybice.
Znanych jest 60 różnych helmintów atakujących lisy hodowane na lisich fermach, natomiast na wolności tylko 20 takich pasożytów. Kilka gatunków kokcydiów z rodzaju Isospora i Eimeria również atakują lisy. Najbardziej rozpowszechnionymi nicieniami pasożytującymi na lisach są glista psia, Unicinaria stenocephala, Capillaria aerophila i Crenosoma vulpis, ostatnie dwa atakują płuca. Capillaria plica atakuje pęcherz moczowy lisów. Włosień kręty rzadko atakuje lisy. Najpospolitszymi tasiemcami pasożytującymi na lisach są Taenia spirali i T. pisiformis. Rzadziej występują tasiemiec bąblowcowy i bąblowiec wielojamowy. Również kilka gatunków przywr atakuje lisy.

## Polowania
Lisy od wielu wieków były celem polowań. Dziś, jako że są gatunkiem szeroko rozprzestrzenionym, w Polsce dozwolone jest prowadzenie odstrzału lisów przez myśliwych w obowiązujących okresie polowań. W czasie okresu ochronnego wolno polować w rejonach ochrony głuszca oraz miejscach introdukcji bażanta i kuropatwy.

## Udomowienie
W ciągu ostatnich 50 lat miał miejsce proces udomowiania lisa rudego odmiany srebrnej. Doświadczenie to miało miejsce w byłym ZSRR oraz w Rosji.

## Lis w kulturze

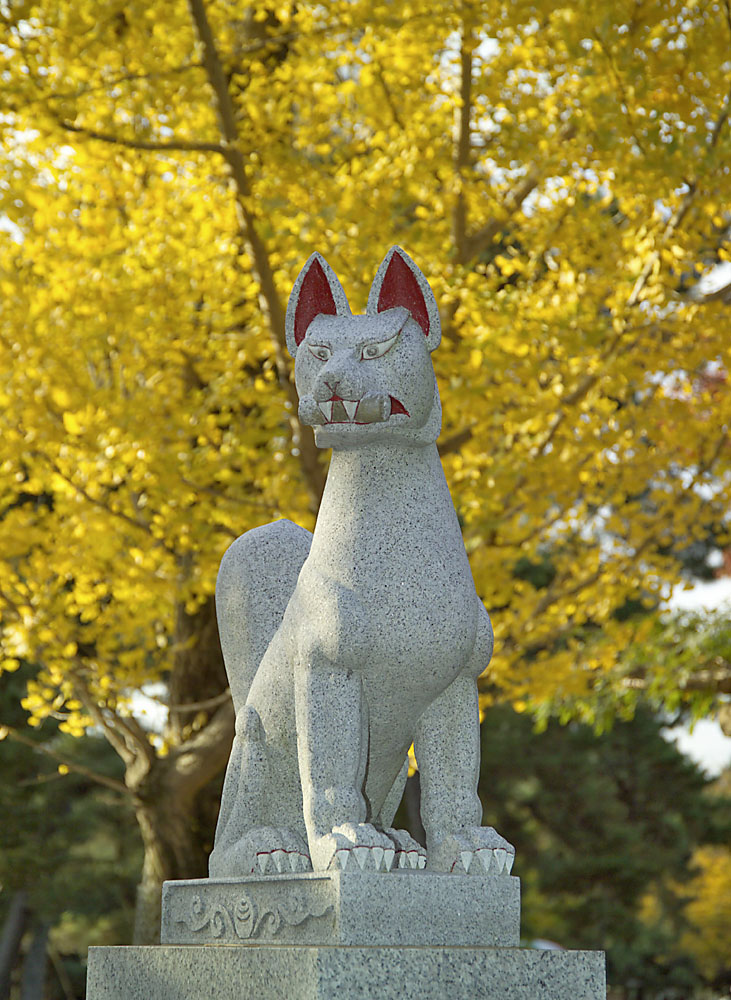
Pomnik lisa obok świątyni szintoistycznej w Japonii

### Mitologia i religie
W starożytnej Mezopotamii lis był symbolem boga Enlila. W greckim micie o Amfitrionie pojawia się lis teumezyjski, którego bogowie wysłali, by pustoszył okolice Teb.
Od II wieku n.e. w tekstach chińskich występują wzmianki o lisich duchach zwanych huli jing, które niekiedy przemieniają się w ludzi. Wierzenia na ich temat w pełni ukształtowały się około VIII stulecia. Wówczas upowszechniło się w Chinach przekonanie, że stara lisica może zamienić się w piękną kobietę i uwieść mężczyznę, odbierając mu siły życiowe i w końcu doprowadzając go do śmierci. Aby uchronić się przed takim losem i zapewnić sobie życzliwość huli jing, które – jak wierzono – mogły także przynosić szczęście, w północnej części Chin wznoszono liczne poświęcone im świątynie. Motyw uwodzącej mężczyznę lisicy w ludzkiej postaci pojawiał się także w kulturze japońskiej i koreańskiej.
Na domniemaną przebiegłość lisów uwagę zwrócono w Biblii, gdzie ich mianem określani są fałszywi prorocy w Izraelu (Ez 13,4). Jezus Chrystus nazwał Heroda lisem (Łk 13,32). Wcześni chrześcijanie postrzegali lisa jako zwierzę demoniczne, związane z Szatanem.
W mitologii kalifornijskiego ludu Achomawi lis rudy jest razem z kojotem stworzycielem świata i ludzi.

### Literatura

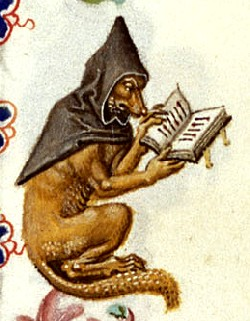
Przedstawienie lisa w habicie z marginesu księgi religijnej - Utrecht, ok. 1460 roku. Miniatura jest nawiązaniem do cyklu nazywanego Powieścią o lisie, w którym lis często występował w przebraniu mnicha.

Ważnym dziełem średniowiecznej literatury francuskiej była zapoczątkowana w XII wieku Powieść o lisie – cykl wierszowanych opowieści połączonych postacią głównego bohatera, lisa-złoczyńcy Renarta. Postać ta stała się symbolem przebiegłości i sprytu, a od jej imienia pochodzi francuska nazwa lisa (le renard). W średniowieczu i epoce nowożytnej Powieść o lisie była wielokrotnie adaptowana i przetwarzana, oprócz Francji przede wszystkim w Niemczech i Niderlandach, gdzie w XIII wieku powstał poemat epicki Van den vos Reynaerde (pol. O lisie Reynaercie). Najbardziej znaną adaptację cyklu, znaną w Polsce jako Lis Przechera, napisał w 1793 roku Johann Wolfgang von Goethe. Niektóre cechy Renarta wywnioskowano z rzeczywistych zachowań lisów, m.in. udawania własnej śmierci, żeby upolować zwabione padliną ptaki.
- 1532 – Niccolò Machiavelli – Książę, w którym Machiavelli zawarł pogląd, że dobry władca musi mieć cechy zarówno lwa, jak lisa
- 1668 – Jean de la Fontaine – bajki, m.in. Kruk i lis, Bocian i lis, Lis i kozioł, Lis i winogrona
- 1881-1883 – Carlo Collodi – Pinokio
- 1909 – L. Frank Baum – Droga do krainy Oz
- 1943 – Antoine de Saint-Exupéry – Mały Książę
- 1970 – Roald Dahl – Fantastyczny Pan Lis
- 1989 – William Wharton – Franky Furbo

### Film
- Le Roman de Renard (1937, pol. Opowieść o lisie) - pełnometrażowy film animowany Władysława Starewicza i jego córki Irène, na podstawie średniowiecznej Powieści o lisie[20]
- Pinokio (1940)
- Robin Hood (1973) – w tej animowanej adaptacji słynnej historii lisami są Robin Hood i Lady Marion
- Lis i Pies (1981)
- Fantastyczny Pan Lis (2009)
- Mały Książę (2015)
- Zwierzogród (2016) – Nick Bajer (ang. Nick Wilde)
- Anime i Manga serii Naruto - Kurama, dziewięcioogoniasty potężny lisi demon zapieczętowany wewnątrz Naruto.

### Muzyka
- Jimi Hendrix Experience – Foxey Lady
- Sweet – Fox On The Run
- Elton John – The Fox
- Belle and Sebastian – The Fox in the Snow
- Ylvis – The Fox